# Richard Boyle, I conte di Cork
Richard Boyle, I conte di Cork (Canterbury, 3 ottobre 1566 – 15 settembre 1643), fu Gran Tesoriere e combatté contro gli irlandesi cattolici nella metà del Seicento.

## L'inizio
Richard Boyle nacque a Canterbury il 3 ottobre 1566. Suo padre era Roger Boyle (morto il 24 marzo 1576), discendente di una famiglia di proprietari terrieri originari dell'Herefordshire, che il 16 ottobre 1564 si era sposato con Joan Naylor (15 ottobre 1529-20 marzo 1586), e Richard era il loro secondo figlio.
Richard frequentò la King's School di Canterbury, nello stesso periodo di Christopher Marlowe; la sua educazione fu completata presso l'università di Corpus Christi College (Cambridge), che terminò nel 1583, e successivamente studiò legge presso il Middle Temple. Lì conobbe Roger Manwood (1525-1592), un giurista che ricopriva la carica di Lord Chief Baron of the Exchequier, una sorta di giudice, e andò a lavorare per lui come cancelliere.
Prima di aver completato i propri studi in legge, Richard lasciò l'Inghilterra per esplorare nuovi lidi in Irlanda, dove giunse il 23 giugno 1588 con qualche gioiello e poco altro.
Nel 1590 ottenne la nomina come Escheator (avvocato che si occupa di incamerare per lo Stato i beni di coloro che muoiono senza eredi). Qualche anno dopo, il 6 novembre 1595, Richard si sposò con Joan Apsley (1578-14 dicembre 1599), ereditiera di Limerick, che gli portò in dote la rendita della proprietà di famiglia, di cui continuò a beneficiare fino al 1632.
La moglie morì di parto insieme al figlio pochi anni dopo, e vennero sepolti a Buttevant, nella contea di Cork.

## La carriera politica
In quello stesso periodo Richard iniziò ad essere oggetto degli attacchi di Henry Wallop (1540 circa-14 aprile 1599) e di altri politici con incarichi governativi. Richard disse che quella era la dimostrazione della loro invidia per il suo crescente successo. Sia come sia, poco dopo venne arrestato per frode e collusione con gli Spagnoli, un modo come un altro per far balenare su qualcuno il sospetto di essere un papista, un'accusa che, nel regno della protestante Elisabetta I d'Inghilterra, non andava presa alla leggera. Quando fu sul punto di salpare per l'Inghilterra allo scopo di discolparsi davanti alla regina, nell'ottobre del 1598 scoppiò nel Munster (Irlanda) una pesante rivolta che devastò le sue proprietà impoverendolo notevolmente. Al sud era infatti arrivata la Ribellione di Tyrone che dal 1594 al 1603 avrebbe insanguinato l'Irlanda, lotta nata in risposta alla crescente espansione inglese nell'isola prodotta dall'esercito per ordine di Elisabetta.
Avendo perso gran parte delle proprie proprietà, Richard tornò in patria e riprese il suo posto presso il Temple, entrando quasi subito al servizio di Robert Devereux, II conte d'Essex; presto però ricominciarono le accuse contro di lui, che venne chiamato a discolparsi presso la Star Chamber. Le colpe che gli venivano contestate tuttavia non convinsero la regina che, ben lungi dal volerlo condannare, lo nominò Cancelliere del Concilio di Munster nel 1600. Tre anni dopo, il 25 luglio 1603 venne nominato cavaliere da George Carew, I conte di Totnes (29 maggio 1555-27 marzo 1629), presso un'abbazia di Dublino; in quel giorno sposò anche la sua seconda moglie, Catherine Fenton, figlia del Segretario di Stato e del Consiglio privato per l'Irlanda Jeffrey Fenton (1539 circa-19 ottobre 1608).

## Oneri ed onori
La carriera politica di Richard rimase in ascesa. Nel 1606 entrò nel Consiglio privato del Munster e nel 1613 in quello dell'intera Irlanda. Nel novembre del 1618 acquistò delle terre presso il villaggio di Bendon, dove eresse una fonderia e una filanda, andando poi a chiamare diversi operai e proprietari dall'Inghilterra, specie da Bristol.
Solo due anni prima, il 6 settembre 1616 era stato creato Barone di Youghal, e il 26 ottobre 1620 venne nominato conte di Cork. Lo stesso giorno di nove anni dopo venne nominato Lord Justice e il 9 novembre del 1631 divenne Lord Tesoriere per l'Irlanda.
Di pari passo con la crescita del proprio prestigio, Richard aumentò anche le ricchezze e le proprietà di famiglia: già nel 1602 aveva acquistato il Castello di Lismore e altre terre nelle contee di Waterford, Tipperary e Youghal per l'ammontare di 1.500 £ ed altre se ne aggiunsero nel corso degli anni.
Con tale successo politico non poteva non avere nemici: uno dei più acerrimi avversari di Richard fu Thomas Wentworth, I conte di Strafford, arrivato in Irlanda con un incarico governativo nel 1633, ed uno dei suoi primi atti fu di togliergli diversi onori e privilegi. La strategia di Richard non fu di attacco immediato; con pazienza mosse le proprie forze contro Wentworth, tanto che alla fine questo concorse alle dimissioni del conte. Nel 1641 la Ribellione Irlandese lo privò, di nuovo, di una parte consistente delle sue terre, e quando morì, il 15 settembre di due anni dopo, non erano ancora state recuperate.
Richard venne sepolto presso la chiesa di Santa Maria Vergine a Youghal.

## Discendenza
Richard ebbe dalla moglie Catherine numerosi figli:
- Roger Boyle (Youghal 1º agosto 1606- Kent 10 ottobre 1615)
- Alice Boyle (1067-1667), sposò in prime nozze David Barry, I conte di Barrymore (10 dicembre 1604-29 settembre 1642)
- Sarah Boyle, (1609-1633), sposò in seconde nozze Robert Digby, I barone Digby (morto il 6 giugno 1642)
- Lettice Boyle (1610-1657), sposò il colonnello George Goring
- Joan Boyle (1611-1657), sposò George Fitzgerald, XVI conte di Kildare (23 gennaio 1612-29 maggio 1660)
- Richard Boyle, I conte di Burlington (Youghal 20 ottobre 1612-Yorkshire 15 gennaio 1698)
- Catherine Boyle (1614-1691, sposò Arthur Jones, II visconte Ranelagh (morto nel 1669)
- Geoffrey Boyle
- Dorothy Boyle
- Lewis Boyle, I visconte Boyle di Kinalmeaky (1619-1642)
- Roger Boyle, I conte di Orrery (25 aprile 1621-16 ottobre 1679)
- Francis Boyle, I visconte Shannon (1623-1699)
- Mary Boyle, (1625-1678), sposò Charles Rich, IV conte di Warwick (1619-1673)
- Robert Boyle, chimico e naturalista